# Calvache (Rincón)
Calvache es un barrio ubicado en el municipio de Rincón en Puerto Rico. En el Censo de 2010 tenía una población de 2222 habitantes y una densidad poblacional de 355,1 personas por km².

## Geografía
Calvache se encuentra ubicado en las coordenadas 18°18′59″N 67°13′34″O / 18.31639, -67.22611. Según la Oficina del Censo de los Estados Unidos, Calvache tiene una superficie total de 6.26 km², de la cual 6.04 km² corresponden a tierra firme y (3.44%) 0.21 km² es agua.

## Demografía
Según el censo de 2010, había 2222 personas residiendo en Calvache. La densidad de población era de 355,1 hab./km². De los 2222 habitantes, Calvache estaba compuesto por el 85.42% blancos, el 6.26% eran afroamericanos, el 0.9% eran amerindios, el 0.23% eran asiáticos, el 0.09% eran isleños del Pacífico, el 5% eran de otras razas y el 2.12% pertenecían a dos o más razas. Del total de la población el 95.5% eran hispanos o latinos de cualquier raza.